# Real Arroyo Seco
Club Social y Deportivo Real Arroyo Seco – argentyński klub piłkarski z siedzibą w mieście Arroyo Seco położonym w prowincji Santa Fe.

## Osiągnięcia
- Awans do czwartej ligi Torneo Argentino B: 2004/2005.
- Awans do trzeciej ligi Torneo Argentino A: 2005/2006.

## Historia
Klub założony został 6 stycznia 2004 roku i jest obecnie najmłodszym klubem w Argentynie. W sezonie 2004/2005 klub awansował do czwartej ligi Torneo Argentino B, a w następnym sezonie do trzeciej ligi Torneo Argentino A.